# Слобідське родовище гранату
Слобідське родовище гранату — знаходиться на Вінниччині, в Калинівському районі.

## Загальний опис
Це єдине в Україні детально розвідане родовище гранату. Його запаси становлять 673 тис. тонн при середньому вмісті в породі (граніті) — 15,18 %. Неподалік Слобідського родовища, в цьому ж районі, для виробництва щебеню розробляється Іванівське родовище граніту. Проведеною недавно дорозвідкою встановлено, що середній вміст гранату на родовищі становить близько 27 %, а його запаси — понад 25 млн тонн (у США гранат видобувають при вмісті в породі понад 8—10 %).
Гранати Слобідського і Іванівського родовищ — піроп-альмандінового, однорідні, характеризуються таким складом: альмандин — 61 %, піроп — 31 %, гросуляр — 7 %, спесартин — 1 %. Мікротвердість гранатів — 1400—1500 кг/мм2, повна абразивна здатність щодо монокорунду — 45—52 %, початкова — 81—87 %. На Іванівському родовищі гранат присутній переважно в зернах розміром 2-5 мм, а містять його граніти, що складаються з польового шпату і кварцу з незначною домішкою інших мінералів, що спрощує вилучення гранатового концентрату і дозволяють більшу частину відходів, після збагачення, використовувати як кварц-полевошпатовий концентрат у скляній промисловості.
Технологічними випробуваннями на вітчизняних і зарубіжних підприємствах встановлено, що Іванівський гранатовий концентрат за якістю не поступається закордонним аналогам.
При роботі Іванівського щебеневого заводу на повну потужність (1,2 млн тонн на рік) тільки з відходів (відсіву фракції 0-5 мм) можливе вилучення понад 50 тис. тонн гранатового концентрату.
Середня ціна 1 тонни гранатового концентрату, який європейські країни завозять із США та Австралії — $ 195. Відсів Іванівського кар'єра, з вмістом 27 % гранату, реалізується за ціною близько $ 2 за тонну.
Тепер вирішується питання будівництва лінії по вилученню гранатового концентрату з граніту Іванівського родовища із залученням близько $ 5 млн іноземних інвестицій.
Крім Слобідського і Іванівського родовищ, високий вміст гранату характерно для гранітів Соломірського, Демидівського, Писаревського і деяких інших родовищ.
На північ і захід від Вінниці відомі значні поклади пісків з підвищеним вмістом гранату. При промиванні таких пісків можна отримувати якісний пісок для бетонів і попутно вилучати гранатовий концентрат.
Близько 3 % гранату є в піщаних відходах, накопичених на Турбівському каоліновому заводі. Ці відходи, після їх промивання з вилученням гранату і монациту, також можуть бути використані як будівельний пісок.
Крім Слобідського родовища, на Кіровоградщині оцінені попутні запаси гранату в розкривних породах (гнейсах) Завалівського родовища графіту в обсязі 1,66 млн тонн при середньому вмісті 15,8 %.